# Ilja Pjatetskij-Shapiro

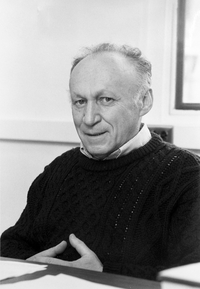
Pjatetskij-Shapiro in Yale 1985

Ilja Josifowitsch Pjatetskij-Shapiro (hebräisch איליה פיאטצקי-שפירו; russisch Илья Иосифович Пятецкий-Шапиро; * 30. März 1929 in Moskau; † 21. Februar 2009 in Tel Aviv) war ein russischstämmiger israelischer Mathematiker, der sich mit Darstellungstheorie, diskreten Gruppen, homogenen komplexen Räumen und automorphen Funktionen beschäftigte.

## Leben
Pjatetskij-Shapiro besuchte ab 1946 die Lomonossow-Universität und hörte unter anderem bei Alexander Gelfond und Nina Bari. Nach dem Abschluss wurde ihm eine Doktorandenstelle von der Partei verweigert (er stammte aus einer jüdischen Familie, sein Vater war Ingenieur). Gelfond verschaffte ihm aber eine Stelle am Pädagogischen Institut, wo er 1954 bei Alexander Buchstab promoviert wurde. Danach wurde er als Schullehrer nach Kaluga geschickt. 1958 gelang es ihm, eine Stelle am Keldysch-Institut für Angewandte Mathematik in Moskau zu bekommen. Er beschäftigte sich mit der Theorie automorpher Funktionen und nahm am Seminar von Igor Schafarewitsch zu diesem Thema teil. Pjatetskij-Shapiro war Professor an der Universität Moskau, wo er enger Mitarbeiter von Israel Gelfand war, und später an der Yale University und an der Universität von Tel Aviv.
Sein Hauptarbeitsfeld war die Theorie automorpher Funktionen und ihre Anwendung in Geometrie und Zahlentheorie. Mit Israel Gelfand erweiterte er die Theorie automorpher Funktionen auf halbeinfache Liegruppen. Er löste das Problem von Salem über die Eindeutigkeit der Entwicklung einer Funktion in einer trigonometrischen Reihe. Mit Schafarewitsch löste er Torellis Problem für K-3-Flächen. Mit Gindikin und Vinberg klassifizierte er alle begrenzten homogenen Gebiete. Er fand ein Beispiel für ein nichtsymmetrisches homogenes Gebiet in der Dimension 4 (womit er ein Problem von Élie Cartan löste). Er entwickelte die allgemeine Theorie arithmetischer Gruppen auf begrenzten symmetrischen Räumen. Mit Rallis konstruierte er die {\displaystyle L}-Funktionen für alle automorphen Darstellungen klassischer Gruppen. Mit Gromow bewies er die Existenz arithmetischer Gitter in hyperbolischen Räumen beliebig hoher Dimension.
1981 erhielt er den Israel-Preis, 1990 den Wolf-Preis. 1966 hielt er einen Plenarvortrag auf dem Internationalen Mathematikerkongress in Moskau (Automorphe Funktionen und Arithmetische Gruppen) und 1978 war er Invited Speaker auf dem ICM in Helsinki (Tate theory for reductive groups and distinguished representations). 2002 war er Invited Speaker auf dem Internationalen Mathematikerkongress in Peking (Converse theorems, functoriality and applications to number theory, mit James Cogdell).
1978 wurde er zum Mitglied der Israelischen Akademie der Wissenschaften gewählt.

## Schriften
- Геометрия классических областей и теория автоморфных функций. Физматгиз, Moskau 1961, (englisch: Automorphic functions and the geometry of classical domains (= Mathematics and its Applications. 8, ISSN 0543-0941). Gordon and Breach, New York NY u. a. 1969).
- mit Израиль М. Гельфанд, Марк И. Граев: Теория представлений и автоморфные функции (= Обобщенные функции Вып. 6). Наука, Moskau 1966, (englisch: Representation Theory and automorphic functions. Saunders, Philadelphia PA 1969; auch: (= Generalized Functions. 6). Academic Press, Boston u. a. 1990, ISBN 0-12-279506-7).
- Complex representations of {\displaystyle GL(2,K)} for finite fields {\displaystyle K} (= Contemporary Mathematics. 16). American Mathematical Society, Providence, RI 1983.
- mit Stephen Gelbart, Stephen Rallis: Explicit constructions of automorphic {\displaystyle L}-Functions (= Lecture Notes in Mathematics. 1254). Springer, Berlin u. a. 1987, ISBN 3-540-17848-1.
- mit James W. Cogdell: The Arithmetic and Spectral Analysis of Poincaré Series (= Perspectives in Mathematics. 13). Academic Press, Boston u. a. 1990, ISBN 0-12-178590-4.
- mit David Ginzburg, Stephen Rallis: {\displaystyle L}-Functions for the orthogonal group (= Memoirs of the American Mathematical Society. 611). American Mathematical Society, Providence RI 1997, ISBN 0-8218-0543-6.
- James Cogdell, Simon Gindikin, Peter Sarnak (Hrsg.): Selected Works of Ilya Piatetski-Shapiro (= Collected Works Series. 15). American Mathematical Society, Providence RI 2000, ISBN 0-8218-0930-X.